# Germanisch-slawische Siedlung von Berlin-Marzahn
Koordinaten: 52° 32′ 21″ N, 13° 33′ 51″ O
Die Reste einer germanischen und slawischen Siedlung wurden von 1976 bis 1979 in Berlin-Marzahn, am Südostrand von Alt-Marzahn, am Südrand des Rohrpfuhl ausgegraben.
Es konnten drei Phasen unterschieden werden. Die ersten beiden Phasen gehören zu einer germanischen Siedlung, während hier ab dem siebenten oder achten Jahrhundert Slawen siedelten. Es ist nicht sicher, ob es eine Siedlungskontinuität gab, spätgermanische Funde nahebei reichen bis in das 6. Jh. Die Slawen erscheinen genau in den germanischen Siedlungen, haben auch die germanischen Gewässernamen weiter beibehalten.
Die untersuchte germanische Siedlung datiert ins fünfte bis erste Jahrhundert v. Chr. Es fanden sich drei Gehöfte mit 20 m langen Langhäusern und kleineren Wirtschaftsbauten sowie Abfallgruben und ein Backofen. An Handwerk konnten Töpferei, Eisenverarbeitung und Bronzeguss nachgewiesen werden. Ungefähr 250 m von der Siedlung entfernt kam ein Urnengräberfeld mit 30 Bestattungen zu Tage.
Die zweite Siedlung war wahrscheinlich vom dritten oder vierten Jahrhundert bis zum fünften Jahrhundert n. Chr. bewohnt, wobei die Ausgrabungen nur einen Teil erfassen konnten. Es handelt sich um die Reste von etwa sechs Bauten und Hütten, die als Wirtschaftsbauten aufzufassen sind. Es fanden sich Öfen und offene Feuerstellen, Abfallgruben und ein Brunnen. Das Hauptfundmaterial war die Keramik, daneben gab es Belege für Spinnen und Weben, sowie eventuell für Eisen- oder Holzbearbeitung. Insgesamt war die Ausbeute an Kleinfunden nicht sehr groß. Die Reste der Siedlung deuten auf eine weitestgehend egalitäre Dorfgemeinschaft.
Ab dem siebten Jahrhundert siedelten in der Umgegend Slawen, deren Funde die ältesten in der Gegend sind. Es fanden sich Siedlungsgruben, aber keine Reste von Hausgrundrissen. In den Gruben kam vor allem Keramik zum Vorschein. Es konnten zwei Brunnen ausgegraben werden. Slawen hatten durch weiteren Holzaufbau germanische Brunnen weiter benutzt. Man fand noch vorhandene Werkzeuge.